# Prins Igor
Prins Igor (Russisch: Князь Игорь, Knjaz Igor) is een opera in vier bedrijven met een proloog van de Russische componist Aleksandr Porfirjevitsj Borodin. De opera, ook bekend als Vorst Igor, ging in première in het Mariinskitheater in Sint-Petersburg op 4 november 1890.
Prins Igor is gebaseerd op een strijdepos met duels en liefdesscènes zich afspelend in 1185. De over het kleine vorstendom Novgorod-Seversk regerende vorst Igor en zijn zoon Vladimir worden gevangen genomen door de Polovetsen. Zoon Vladimir wordt verliefd op de dochter van de Khan, Igor weet te ontsnappen. Beroemd zijn de aria "Medlenno djen oegasal" (De dag vervaagde langzaam) en de Polovetzer dansen  van choreograaf Lev Ivanov, de oorsprong van het gelijknamige ballet van Michel Fokine.

## Ontstaansgeschiedenis
In april 1869 stelde de kunstcriticus en historicus Vladimir Stasov voor om een scenario dat hij had geschreven op basis van het 12e-eeuwse episch gedicht "Het verhaal van Igors campagne" (Slovo o pulko Igoreve) uit te werken tot een opera. Borodin ging aan de slag, maar zijn belangrijkste banen als arts en scheikundeprofessor, namen veel van zijn tijd in beslag. Toen Borodin stierf op 27 februari 1887 waren er 18 jaar verstreken en was de opera nog steeds niet voltooid. Borodins vriend Nikolaj Rimski-Korsakov en zijn leerling Aleksandr Konstantinovitsj Glazoenov voltooiden in twee jaar het werk in de geest van de overledene.
De complete opera werd in 1888 in druk uitgegeven. De opbrengst van de eerste uitvoeringen werd gebruikt voor de oprichting van een "Borodin-beurs" aan het Conservatorium van Sint-Petersburg.

## Orkest
Piccolo, 2 fluiten, 2 hobo's, althobo, 2 klarinetten, basklarinet, 2 fagotten, 4 hoorns, 3 trompetten, 3 trombones, tuba, pauken, slagwerk, piano ad libitum, harp, strijkers. Podiummuziek: 2 kornetten, 2 althoorns, 2 tenorhoorns, baritonhoorn, tuba, kleine trom.

## Synopsis

### Proloog
Plaats van handeling: Plein in Putivl

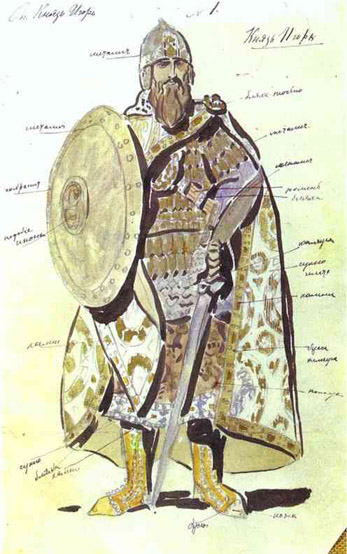
Kostuumontwerp voor Prins Igor

Aan het einde van de 12e eeuw werd de Russische grensstad Putivl herhaaldelijk geteisterd door plunderende Polovtsiërs uit de steppe, wat de bevolking ernstige schade toebracht. De regerende prins Igor kon dit niet langer tolereren en bracht samen met zijn zoon Vladimir een leger bijeen om oorlog te voeren tegen de Polovtsiërs. Tijdens zijn afwezigheid vertrouwde hij zijn land en zijn jonge tweede vrouw Yaroslavna toe aan de zorg van zijn zwager prins Galitsky.

### Eerste akte
Plaats van handeling: Aan het hof van Galitsky
Galitsky ziet zichzelf liever als een regerende vorst. Met zijn talrijke volgelingen organiseert hij drinkgelagen ten koste van de staatskas. Hij valt de boeren lastig en verkracht de vrouwen.
Metamorfose: Kamer van Yaroslavna
Yaroslavna is verdrietig omdat er al vele weken verstreken zijn en ze nog steeds niets van haar man heeft gehoord. Wanneer ze hoort van het schandelijke gedrag van haar broer en hem hier mee confronteert, eist hij dat ze tot Igors opvolger wordt benoemd, maar Yaroslavna weigert. Eindelijk komt er een bericht uit vijandelijk gebied. Het bevat echter niet het langverwachte goede nieuws, in plaats daarvan krijgt de prinses te horen dat de Russische troepen door de Polovtsiërs zijn verpletterd en dat Igor gevangen zit.

### Tweede akte
Plaats van handeling: Veldkamp
In het Polovtsiaanse kamp ontmoet Kontsjakova, de dochter van de Grote Khan, Igors zoon Vladimir en voelt zich meteen tot hem aangetrokken. Ook Vladimir is erg onder de indruk van de jonge schoonheid, dus het duurt niet lang voordat de twee hun liefde bekennen en eeuwige trouw aan elkaar zweren. De christengedoopte Polovtsiaanse Owlur zou Prins Igor graag helpen ontsnappen, maar hij wijst het aanbod af omdat hij de Khan heeft beloofd niet te vluchten. De Khan zou Igor ook willen laten gaan als hij belooft nooit meer oorlog tegen hem te voeren. Igor kan dit echter niet rijmen met zijn geweten. De tweede akte eindigt met de spectaculaire 'Polovetser dansen'.

### Derde akte
Plaats van handeling: Grensmuur van het veldkamp
Steeds weer keren nieuwe Polovtsische troepen terug uit Putivl naar hun thuiskamp met gevangengenomen Russen, waaronder vrouwen en kinderen. Nu besluit Igor zijn belofte te breken. Zijn bezorgdheid over de ellende in zijn thuisland weegt zwaarder dan zijn angsten. Wanneer Kontsjakova van het ontsnappingsplan hoort, smeekt ze Vladimir om haar mee te nemen. Maar haar geliefde aarzelt. Dan luidt ze de alarmbel. In de daaropvolgende verwarring ontsnapt Igor met Owlurs hulp. Vladimir moet echter achterblijven. Khan Kontsjak toont zich nobel en beveelt zijn troepen de Russische prins niet te achtervolgen. Hij staat zijn dochter toe met Vladimir te trouwen.

### Vierde akte
Plaats van handeling: In Putivl
Prinses Jaroslavna beklaagt zich voor de ingestorte muren van Putivl en staart bedroefd in de verte. Dan ziet ze twee ruiters naderen, die ze al snel herkent als haar echtgenoot en zijn redder Owlur. De twee echtgenoten vallen opgelucht in elkaars armen. De mensen stromen toe en juichen hun prins toe. De stadsklokken luiden de vreugdevolle gebeurtenis.

## Muziek
Centraal in de opera staat de tegenstelling tussen de Russen en Polovtsiërs door middel van melodieuze karakterisering. Borodin gebruikt kenmerken van de Russische volksmuziek om zijn landgenoten te representeren, die voor een groot deel als losbandige huilebalken overkomen, terwijl hij chromatiek, melismen (een enkele lettergreep over meerdere noten), appoggiatura's en andere technieken gebruikt om 'verleiding en zwoelheid van hun oosterse' opposanten te representeren. Deze methoden waren al door Glinka en anderen gebruikt om het oriëntalisme in de Russische muziek uit te beelden.

## Uitvoeringen op cd/dvd
- cd uit 1993 Kirov Opera Orchestra and Chorus olv Valeri Gergiev; Mikhail Kit (Igor), Galina Gorchakova (Yaroslavna), Gegham Grigoryan (Vladimir), Vladimir Ognovienko (Galitsky), Bulat Minjelkiev (Kontsjak), Olga Borodina (Konchakovna)
- dvd uit 1993 Kirov Opera Orchestra and Chorus olv Valeri Gergiev met Nikolai Putilin, Galina Gorchakova, Evgeny Akimov, Sergey Aleksashkin, Vladimir Vaneev, Olga Borodina

## Overig
- De muziek van Prins Igor en met name het thema van de "Polovtser Dansen" werd gebruikt in de Amerikaanse musical Kismet uit 1953. De melodie uit het liefdesduet werd gebruikt in het van Tony Bennett bekende "Stranger in Paradise".